# Феномен (телепередача, Россия)
«Фено́мен» — российская телепередача с участием Ури Геллера, представляющая собой соревнование менталистов, с элементами реалити-шоу, основанная на израильской передаче «Преемник».
«Феномен» выходил на телеканале «Россия» по пятницам с 22 августа по 10 октября 2008 года. Ведущий — культурист Денис Семенихин. Передача транслировалась на Европейскую часть России в прямом эфире, так как этого требовало ведущееся в программе платное SMS-голосование. В студии передачи был оборудован центр связи со зрителями, аналогичный тому, что использовался во время прямых линий с президентом страны. В каждое своё включение центр с ведущей Екатериной Одинцовой отчитывался перед зрителями о числе поступивших звонков по поводу гнутых ложек.
Несмотря на массовую раскрутку программы в эфире канала, она не оказалась особо популярной и была прохладно встречена телевизионными критиками.

## Участники шоу
Первая пятёрка:
- Сергей Щукин
- Елена Вайман
- Роман Борщ
- Дмитрий Фугу
- Анатолий Неметов

Вторая пятёрка:
- Рафаэль Циталашвили
- Алекс Крэй
- Александр Росс
- Александр Чар (Воробьёв, Александр Юрьевич)
- Рафаэль Зотов

## Нож, Мюнхен, Путин
5 сентября 2008 года в передаче произошёл казус: во время прямого эфира в течение нескольких минут на доске чёрным маркером были написаны слова «Нож», «Мюнхен» и «Путин». Предполагалось, что сюжетом загаданного детектива будет «„Путин“ совершил преступление в „Мюнхене“ с помощью ножа».
Персонал передачи прилагал отчаянные усилия, чтобы стереть с доски слово «Путин» и не допустить его упоминания в эфире.
Александр Чар в прямом эфире пытался разгадать сюжет детектива, который был описан в свитке, находящимся в закрытом ящике, который все время висел над сценой. Для этого он попросил своего ассистента, известного актёра Виктора Логинова, выбрать трёх зрителей, которые ответят на вопросы. На просьбу назвать любимый кухонный предмет девушка-зрительница ответила «нож», на просьбу мужчине-зрителю назвать город, в котором он бы хотел оказаться прямо сейчас, последовал ответ «Мюнхен», а на просьбу другому мужчине назвать имя известного человека, которого нет в зале, после некоторого замешательства последовал ответ «Путин».
В соответствии со сценарием программы Логинов написал заглавными буквами чёрным маркером на белой доске друг под другом слова «НОЖ», «МЮНХЕН» и «ПУТИН». Это не понравилось авторам программы, которые вмешались в сценарий. Ведущий передачи Денис Семенихин появился перед камерами и сказал исполнителю, что такое недопустимо.
На момент съёмки Владимир Путин не был главой государства (то есть Президентом РФ); он занимал пост председателя правительства РФ. В 2007 году Путин посещал Мюнхен будучи президентом РФ (см. Мюнхенская речь Путина).
После этого фамилию Путина попытались стереть с доски, но сделать этого не получилось. Ведущие пытались стереть слово рукой, рукавом пиджака. После на сцену выбежала ассистентка, которая пыталась стереть слово тряпкой, но также безуспешно.
Спросив разрешения у ведущего, ассистент написал под фамилией имя Путина — Владимир. В итоге в разгадываемом сюжете вместо фамилии Путина называлось его имя «ВЛАДИМИР», хотя на доске продолжала оставаться и фамилия.
Как выяснилось чуть позже, в закрытом ящике содержался свиток, на котором было написано «Владимир совершил преступление в Мюнхене при помощи ножа».
При трансляции в тот же день записи передачи на восточную часть России эпизод с Путиным был удалён.
На следующий после эфира день, 6 сентября 2008 года, случай обсуждался в передаче Ксении Лариной «Человек из телевизора» на радиостанции «Эхо Москвы». Гостья эфира Арина Бородина, обозреватель газеты «Коммерсантъ», принесла в студию сделанную ей же запись передачи. Она подробно рассказала об эпизоде и своём впечатлении от него, описав реакцию авторов как «недоумение и растерянность». Видеозапись программы появилась на некоторых сайтах в Интернете. На YouTube видеозапись просмотрели более 24 000 раз, на Overstream — более 40 000, на RuTube — более 2500. Журналист Олег Козырев в интернет-издании Грани.ру опубликовал ироничную статью, посвящённую этому случаю. Московская газета «Мой Район» охарактеризовала событие как скандал. Московская англоязычная газета The Moscow Times в комментариях к произошедшему привела слова журналиста и сатирика Виктора Шендеровича о существовании атмосферы иррационального страха в стране. Журналист Сергей Доренко заявил, что в России руководитель страны — неприкосновенная фигура, и его упоминание в ироническом контексте приводит россиян в ужас. По мнению тележурналиста Максима Шевченко, реакция ведущего и продюсеров передачи, хотя и контрастирует с практикой американского телевидения, но вполне естественна, учитывая разницу в ментальности. Представитель телекомпании «Россия» в комментарии «The Moscow Times» заявил, что никто не застрахован от таких происшествий, и что произошедшее не повлекло никаких последствий. Случай также был освещён в некоторых зарубежных изданиях. В частности, об этом случае сообщил французский портал 20minutes под заголовком «В России нельзя шутить с именем „Путин“». Новостное агентство France 24 сообщило об эпизоде в заметке «Цензура в прямом эфире на российском телевидении». 16 сентября о случае написала немецкая газета «Berliner Zeitung».
Посмотреть этот фрагмент передачи можно на сайте YouTube (смотреть наYouTube); также доступен листинг эпизода. На сайте Overstream.net опубликована версия с французскими субтитрами. В течение сентября 2008 запись фрагмента была доступна на RuTube, но в октябре того же года была удалена.

## Критика
Мастер психологических опытов Юрий Горный в интервью «Комсомольской правде» отозвался о данной передаче следующим образом:

«Я уже неоднократно выражал своё мнение по поводу деяний, способностей и возможностей Ури Геллера. Программа, которая выйдет в августе, изначально была названа „Наследник“, впоследствии переименована в „Фено́мен“. С юридической позиции это может называться мошенничеством, а с медицинской позиции наносит вред психическому и духовному здоровью нации, путём бесконтрольного распространения психических вирусов, вызывающих невротическую тревогу, особенно у людей с заниженным критическим мышлением… Ури Геллер собирается помочь многим зрителям бросить курить… Смешно и грустно».
Телекритик Юрий Богомолов отмечал:

«Как зрелище шоу „Феномен“ — тоска и скука. Как некое волшебство, как чудо из чудес представленные номера вообще не производят никакого впечатления. Видишь, что это либо ловкость рук, либо какое-то иное мошенничество. Сколько всего этого видели — в цирке и на эстраде... Ко всему прочему маги и волшебники, демонстрирующие свои паранормальные свойства, как один лишены толики человеческого обаяния и артистических способностей. Сам Ури Геллер, может, и аномален, и феноменален, но артист он никакой — только и способен, что тыкать указательным пальцем в лицо телекамеры и таращить глаза...».

## Пародии
В январе 2009 года пародия на телепрограмму «Феномен» была показана в одном из выпусков юмористического телешоу «Большая разница», выходившего на «Первом канале».